# Municipio Raqaypampa
Das Municipio Raqaypampa (auch: Autonomía Indígena Originario Campesina (AIOC) Raqaypampa) ist ein Verwaltungsbezirk im Departamento Cochabamba im südamerikanischen Andenstaat Bolivien.

## Lage im Nahraum
Das Municipio Raqaypampa ist eine am 14. Juni 2017 als indigenes Autonomiegebiet unter eigenständiger Selbstverwaltung eingerichtete Region und eines von seither vier Municipios der Provinz Mizque. In seinen wesentlichen Teilen ist es aus dem Kanton Molinero sowie einigen südlichen Bezirken der Kantone Tin Tin, Cauta und Vicho hervorgegangen, die alle vor der Gründung des neuen Municipios im südlichen Bereich des Municipio Mizque gelegen waren. Das Municipio Raqaypampa grenzt seit diesem Datum im Norden an das Municipio Mizque, im Westen und Südwesten an das Departamento Potosí und im Osten an die Provinz Narciso Campero.
Der zentrale Ort des Municipios ist Raqay Pampa mit 951 Einwohnern (Volkszählung 2012) im zentralen Teil des Municipios.

## Geographie
Raquaypampa liegt zwischen den Gebirgsketten der bolivianischen Cordillera Oriental und der Cordillera Central. Es liegt auf einer mittleren Höhe von 2000 m und reicht von 1650 m bis in Höhen von 3500 m.
Das Klima ist geprägt durch ganzjährig frühlingshafte Temperaturen und geringe Niederschläge. Die Jahresdurchschnittstemperatur der Region liegt bei etwa 20 °C (siehe Klimadiagramm) und einem Jahresniederschlag von 550 mm. Wärmster Monat ist der November mit einem Durchschnittswert von gut 22 °C, kälteste Monate sind Juni und Juli mit etwa 17 °C. Von April bis Oktober herrscht Trockenzeit mit Niederschlägen unter 25 mm, feuchteste Monate im langjährigen Durchschnitt sind die Monate Dezember bis Februar mit mehr als 100 mm.

## Bevölkerung
Die Einwohnerzahl des heutigen Municipios Raqaypampa ist zwischen 2012 und 2024 nur geringfügig angestiegen:
| Jahr | Einwohner | Quelle       |
| ---- | --------- | ------------ |
| 2012 | 7759      | Volkszählung |
| 2024 | 8007      | Volkszählung |

## Politik
Ergebnis der Regionalwahlen (concejales del municipio) vom 4. April 2010 im Municipio Mizque, zu dem das Gebiet zu dieser Zeit gehörte:
| Wahl- berechtigte |  | Wahl- beteiligung | gültige Stimmen |  | MAS-IPSP | MSM    | UN-CP |
| ----------------- |  | ----------------- | --------------- |  | -------- | ------ | ----- |
| 11.667            |  | 10.599            | 7.770           |  | 4.426    | 2.766  | 578   |
|                   |  | 90,8 %            | 73,3 %          |  | 57,0 %   | 35,6 % | 7,4 % |

Ergebnis der Regionalwahlen (elecciones de autoridades políticas) vom 7. März 2021 im Municipio Raqaypampa:
| Wahl- berechtigte |  | Wahl- beteiligung | gültige Stimmen |  | MAS-IPSP | SOMOS  | SÚMATE | FPV    | UNIDOS.CBBA | MTS    |
| ----------------- |  | ----------------- | --------------- |  | -------- | ------ | ------ | ------ | ----------- | ------ |
| 3.455             |  | 3.035             | 2.599           |  | 2.433    | 81     | 21     | 20     | 19          | 12     |
|                   |  | 87,84 %           | 85,63 %         |  | 93,61 %  | 3,12 % | 0,81 % | 0,77 % | 0,73 %      | 0,46 % |

## Ortschaften im Municipio Raqaypampa
- Raqay Pampa 951 Einw. – Santiago 261 Einw. – Molinero 147 Einw.